# Hermann Rohling
Hermann Rohling (* 5. Dezember 1946 in Melle) ist ein deutscher Mathematiker und Professor am Institut für Nachrichtentechnik der Technischen Universität Hamburg (TUHH).

## Leben
Nach dem Studium der Mathematik an der Universität Stuttgart arbeitete Rohling zunächst als wissenschaftlicher Mitarbeiter im Forschungsinstitut für Nachrichtentechnik der AEG-Telefunken in Ulm in den Bereichen digitale Radarsignalauswertung, statistische Entscheidungstheorie und Signaltheorie. Bei AEG arbeitete er gemeinsam mit Albrecht Ludloff zusammen. An der RWTH Aachen wurde er promoviert und übernahm 1988 eine Professur an der TU Braunschweig. Dort leitete er die „Abteilung für Signaltheorie in Ortungs- und Informationstechnik“ des Instituts für Nachrichtentechnik. Elf Jahre später wechselte Rohling an die Technische Universität Hamburg-Harburg.
Zwischen Juli 2005 und September 2011 hatte er das Amt des Vizepräsidenten (Forschung) der Technischen Universität Hamburg-Harburg inne. Im Oktober 2010 übernahm er den Vorstandsvorsitz der Deutschen Gesellschaft für Ortung und Navigation (DGON), deren Fachausschuss Radartechnik er bereits seit etwa 1995 leitete.
Im April 2012 wurde er pensioniert. Bis 2016 war er Vorsitzender des Fachausschusses für Radartechnik der DGON.
Rohling ist Mitgründer der Firma s. m. s. Smart Microwave Sensors GmbH und ist an über 30 Patenten beteiligt.
Er ist verheiratet und hat drei erwachsene Kinder – zwei Töchter und einen Sohn.

## Auszeichnungen
- 1995 Technologietransferpreis der Industrie- und Handelskammer Braunschweig
- 2000 Kooperationspreis des Landes Niedersachsen
- 2001 Ehrendoktorwürde der Technischen Universität Klausenburg, Rumänien
- 2001 Goldene Ehrennadel der Deutschen Gesellschaft für Ortung und Navigation (DGON)
- 2008 Karl-Küpfmüller-Preis der Informationstechnischen Gesellschaft im VDE (ITG)

## Werke (Auswahl)
- Zur Berechnung von Doppelfilterbänken für die Radarsignalverarbeitung, Wiss. Berichte AEG-Telefunken 53, Nr. 4–5, 1980, S. 145–153
- gemeinsam mit J. Schürmann: Diskrete Fensterfunktionen für die Kurzzeitspektralanalyse, Archiv für Elektronik und Übertragungstechnik, Band 34, 1980, S. 7–15
- gemeinsam mit Albrecht Ludloff; N. Füchter; Frank Hagedorn; Manfred Minker: Doppler processing, waveform design and performance measures for some pulsed doppler and MTD-radars, Ortung und Navigation, Nr. 3, 1981
- Radar CFAR Thresholding in Clutter and Multiple Target Situations, IEEE Transactions on Aerospace and Electronic Systems, Volume: AES-19, Issue 4, 1981, S. 608–621
- gemeinsam mit Marc-Michael Meinecke, K. Mott, L. Urs: Research activities in automotive radar, Physics and Engineering of Millimeter and Sub-Millimeter Waves, Volume 2, 2001,
- gemeinsam mit Frank Kruse, Florian Fölster, Malte Ahrholdt, Marc-Michael Meinecke, Thanh-Binh To: Target classification based on near-distance radar sensors, In: IEEE Integligent Vehicles Symposium, Parma, Italien, 2004
- Einführung in die Informations- und Codierungstheorie, Springer-Verlag, 2013

## Patentbeteiligungen (Auswahl)
- Computerised radar process for measuring distances and relative speeds between a vehicle and obstacles located in front of it, Nr. 5768131, 1995
- Method and communication system device for the generation or processing of ofdm symbols in a transmission system with spread user data, Nr. 20050018782, 2002
- Method and communication station for transmitting data, Nr. 20050272366, 2003
- Method and device for determining separation and relative speed of a distant object, Nr. 20030179128, 2003

### Für AEG-Telefunken
- Process for range measurement with a pulse radar of high pulse repetition frequency, Nr. 4916452, 1988
- Signal processing method for a radar system, Nr. 5289192, 1992

### Für die Volkswagen AG
- Radar process for the measurement of distances and relative speeds between a vehicle and one or more obstructions, Nr. 5757308, 1996
- Radar method for measuring distances between and relative speeds of a vehicle and one or more obstacles, Nr. 6396436, 2000

### Für s. m. s. Smart Microwaves Sensors GmbH
- Method and device for determining separation and relative speed of a distant object, Nr. 6864832, 2001
- Distance measuring device and method for calibrating a distance measuring device, Nr. 6509864, 2002
- Method and device for determining distance and radial velocity of an object by means of radar signal, Nr. 9739879, 2013

### Für EADS Deutschland GmbH
- Method for HPRF-radar measurement, Nr. 6686871, 2002

### Für die Siemens AG
- Method and transmitting device for encoding data in a differential space-time block code, Nr. 8170143, 2006
- Method and communication system device for the generation or processing of OFDM symbols in a transmission system with spread user data, Nr. 8391385, 2011